# Algoritmo de Liang-Barsky
El algoritmo de Liang-Barsky es un algoritmo de recorte de líneas similar al algoritmo de Cohen-Sutherland. Usa la ecuación paramétrica de la línea y desigualdades describiendo el rango del área de recorte para determinar las intersecciones entre la línea y el área de recorte. Fue desarrollado por You-Dong Liang y Brian A. Barsky.
Basándonos en las siguientes ecuaciones:
```
x=x
1
 + uΔx
y=y
1
 + uΔy
0<=u<=1
```

Donde Δx= x2-x1  y  Δy= y2-y1
Con estas intersecciones se sabe qué porción de la línea debería ser dibujada. Este algoritmo es significativamente más eficiente que el de Cohen-Sutherland.

## Implementación en C# del algoritmo de Liang-Barsky
```
internal
 
sealed
 
class
 
LiangBarskyClipping
 
:
 
IClippingAlgorithm
 
{

    
private
 
Vector2
 
_clipMin
,
 
_clipMax
;

    
public
 
IEnumerable
<
Vector2
>
 
GetBoundingPolygon
()
 
{

        
yield
 
return
 
_clipMin
;

        
yield
 
return
 
new
 
Vector2
(
_clipMax
.
X
,
 
_clipMin
.
Y
);

        
yield
 
return
 
_clipMax
;

        
yield
 
return
 
new
 
Vector2
(
_clipMin
.
X
,
 
_clipMax
.
Y
);

    
}

    
public
 
void
 
SetBoundingRectangle
(
Vector2
 
start
,
 
Vector2
 
end
)
 
{

        
_clipMin
 
=
 
start
;

        
_clipMax
 
=
 
end
;

    
}

    
public
 
void
 
SetBoundingPolygon
(
IEnumerable
<
Vector2
>
 
points
)
 
{

        
throw
 
new
 
NotSupportedException
(
"see Capabilities =)"
);

    
}

    
private
 
delegate
 
bool
 
ClippingHandler
(
float
 
p
,
 
float
 
q
);

    
public
 
bool
 
ClipLine
(
ref
 
Line
 
line
)
 
{

        
Vector2
 
P
 
=
 
line
.
End
 
-
 
line
.
Start
;

        
float
 
tMinimum
 
=
 
0
,
 
tMaximum
 
=
 
1
;

        
ClippingHandler
 
pqClip
 
=
 
delegate
(
float
 
directedProjection
,

                                          
float
 
directedDistance
)
 
{

            
if
 
(
directedProjection
 
==
 
0
)
 
{

                
if
 
(
directedDistance
 
<
 
0
)
 
return
 
false
;

            
}

            
else
 
{

                
float
 
amount
 
=
 
directedDistance
 
/
 
directedProjection
;

                
if
 
(
directedProjection
 
<
 
0
)
 
{

                    
if
 
(
amount
 
>
 
tMaximum
)
 
return
 
false
;

                    
else
 
if
 
(
amount
 
>
 
tMinimum
)
 
tMinimum
 
=
 
amount
;

                
}

                
else
 
{

                    
if
 
(
amount
 
<
 
tMinimum
)
 
return
 
false
;

                    
else
 
if
 
(
amount
 
<
 
tMaximum
)
 
tMaximum
 
=
 
amount
;

                
}

            
}

            
return
 
true
;

        
};

        
if
 
(
pqClip
(
-
P
.
X
,
 
line
.
Start
.
X
 
-
 
_clipMin
.
X
))
 
{

            
if
 
(
pqClip
(
P
.
X
,
 
_clipMax
.
X
 
-
 
line
.
Start
.
X
))
 
{

                
if
 
(
pqClip
(
-
P
.
Y
,
 
line
.
Start
.
Y
 
-
 
_clipMin
.
Y
))
 
{

                    
if
 
(
pqClip
(
P
.
Y
,
 
_clipMax
.
Y
 
-
 
line
.
Start
.
Y
))
 
{

                        
if
 
(
tMaximum
 
<
 
1
)
 
{

                            
line
.
End
.
X
 
=
 
line
.
Start
.
X
 
+
 
tMaximum
 
*
 
P
.
X
;

                            
line
.
End
.
Y
 
=
 
line
.
Start
.
Y
 
+
 
tMaximum
 
*
 
P
.
Y
;

                        
}

                        
if
 
(
tMinimum
 
>
 
0
)
 
{

                            
line
.
Start
.
X
 
+=
 
tMinimum
 
*
 
P
.
X
;

                            
line
.
Start
.
Y
 
+=
 
tMinimum
 
*
 
P
.
Y
;

                        
}

                        
return
 
true
;

                    
}

                
}

            
}

        
}

        
return
 
false
;

    
}

    
public
 
ClippingCapabilities
 
Capabilities
 
{

        
get
 
{

                
return
 
ClippingCapabilities
.
RectangleWindow
;

        
}

    
}

    
public
 
override
 
string
 
ToString
()
 
{

        
return
 
"Liang-Barsky algorithm"
;

    
}

}

// This code was implemented by Grishul Eugeny as part of preparation

// to exam in ITMO university

```

## Adaptación a recorte de polígonos
Se amplía con un planteamiento similar el del método Sutherland-Hodgman. Las representaciones paramétricas de líneas se utilizan para procesar las aristas de los polígonos en orden alrededor del perímetro del polígono utilizando procedimientos de prueba similares a aquellos que se emplean en el recorte de líneas.